# Kongsten erőd

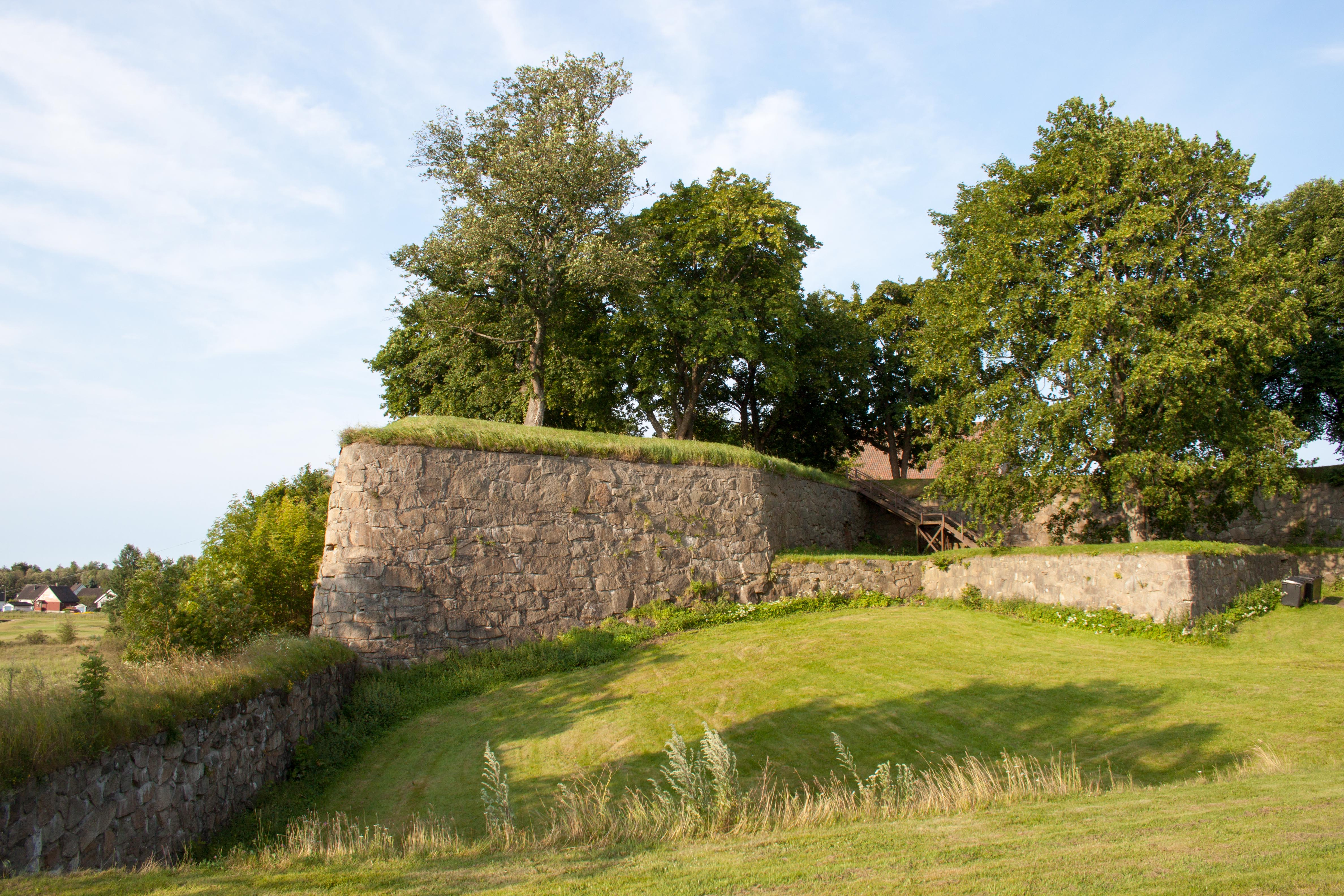
Kongsten erődje északkeletről

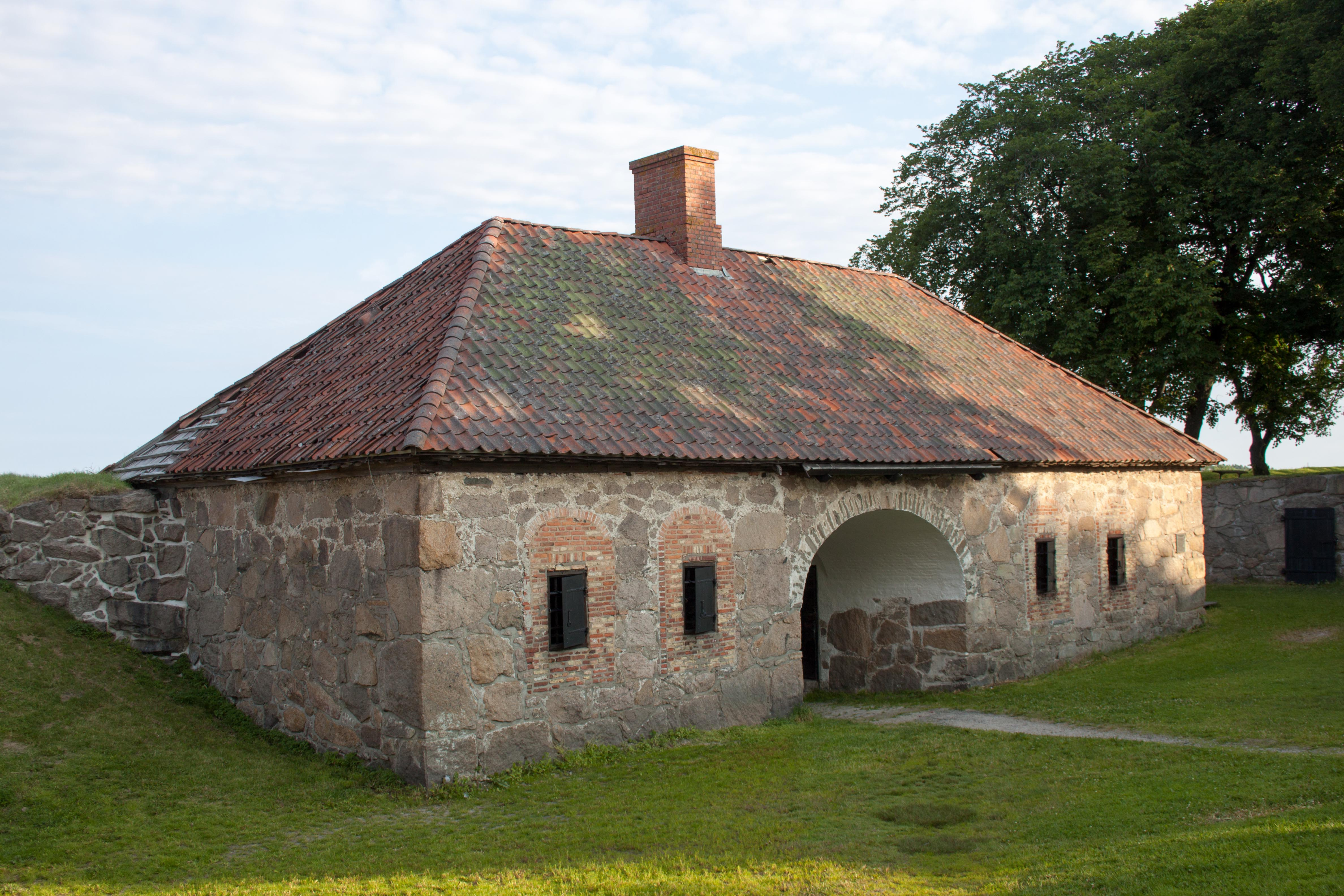
A bejárat belülről

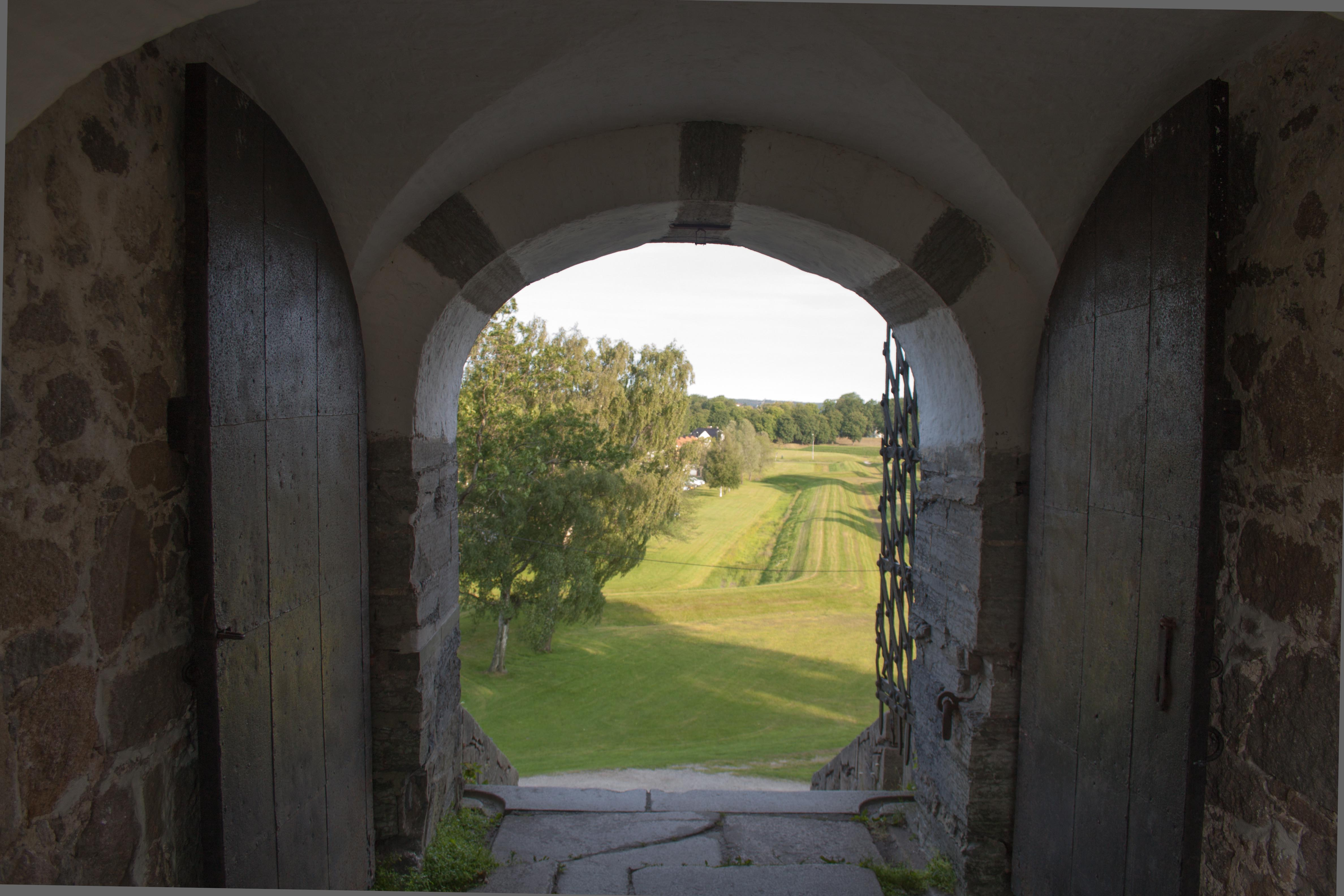
Kilátás a kapun át

Kongsten erődje a svéd támadások ellen a 17. században épült norvég erődítmény Fredrikstad mellett.

## Története
A 17. században, Svédország nagyhatalmi időszakában számos háború, összecsapás folyt Svédország és Norvégia között. 1677-ben, az egyik ilyen háború során a Fredrikstad melletti, az addig Akasztófa-sziklának nevezett dombon földsáncokat emeltek és cölöpsoros gerenda-erődítményeket – paliszádokat – emeltek a keletről érkező támadók ellen, a száz évvel korábban épült erőd-város külső védelmének megerősítésére. 1682-85 között ennek helyére helyileg kibányászott kőből emeltek erődítményt Johan Caspar de Cicignon és Hans Rasmus van der Pfordten tervei alapján. 1685. május 30-án V. Keresztély norvég (és dán) király már a kész erődítményt látogathatta meg.
A várban a felszíni őrházak és raktárak mellett kazamaták is vannak. Fegyverzete mintegy 20 lövegből állt, a kis másfél fontos ágyúktól a hatalmas, 200 fontos mozsárágyúkig.
Az erőd 1872-ig szolgált katonai célokat. Harci cselekményt mindössze egyszer, 1814-ben látott, amikor a svédek megtámadták és a várossal együtt el is foglalták.
Az erőd jelenleg védett műemlék a fredrikstadi múzeum tulajdonában, népszerű kirándulási célpont és kulturális események színhelye.